# Bonate Sopra
Bonate Sopra [boˈnaːte ˈsoːpɾa] (Bunàt Sura [buˈnat ˈsuɾa , bunaˈsːuɾa] in dialetto bergamasco) è un comune italiano di 10 583 abitanti della provincia di Bergamo in Lombardia.
Situato nell'isola bergamasca, sulla sponda destra del fiume Brembo, dista circa 11 chilometri a ovest dal capoluogo orobico.

## Storia
Si sa per certo che i primi insediamenti stabili si verificarono in epoca romana, quando i conquistatori vi istituirono un vicus inserito nella circoscrizione territoriale denominata "Pagus Fortunensis".
In quel periodo storico il borgo, così come l'intera zona dell'isola, fu interessato da notevoli flussi commerciali e militari, che diedero il via ad un'importante opera di centuriazione, basata sul cardine centuriate che seguiva la direttrice Mapello-Bonate Sotto.
Ed è a quel periodo che risale l'origine etimologica del nome, indicante probabilmente il nome del proprietario dei terreni, tale Bonus . Altre ipotesi vorrebbero invece far derivare il toponimo da terrae bonae, che indicherebbe l'ottima vocazione agricola del territorio, oppure dal nome del capo di una tribù di Galli Cenomani stanziata in quella zona, come si dedurrebbe dal suffisso -ate, presente anche in numerosi altri toponimi della bergamasca.
Con il termine dell'Impero romano, Bonate fu soggetto alle incursioni barbariche, che portarono anni di saccheggi e terrore tra la popolazione.
Nel VI secolo la situazione politica si stabilizzò grazie all'arrivo dei Longobardi, la cui presenza è testimoniata da alcuni ritrovamenti, tra i quali alcuni resti di un insediamento.
Successivamente sul territorio irruppero i Franchi, i quali istituirono il Sacro Romano Impero e diedero vita al feudalesimo. Ed è a questo periodo, precisamente nel 745, che risalgono i primi documenti scritti che attestano l'esistenza del paese, suddiviso in inferiore e superiore.
I terreni vennero inizialmente dati in gestione al vescovo di Bergamo e posti sotto la tutela della Pieve di Terno, ma dopo pochi decenni ebbe inizio un periodo di profonda instabilità, causata dalle numerose battaglie tra guelfi e ghibellini.
La situazione politica si stabilizzò nel 1428 con l'annessione di Bonate alla Repubblica di Venezia, che infeudò parte dei terreni del paese alla famiglia del condottiero Bartolomeo Colleoni. La Serenissima inoltre cercò di migliorare la condizione sociale ed economica della popolazione, fino ad allora messa a dura prova dalle lotte, da carestie e dalle pestilenze, tanto che l'isola venne definita "il triangolo della fame".
In tal senso molto chiara è la descrizione in un documento del tempo:
Ai veneziani subentrò nel 1797 la Repubblica Cisalpina, subito sostituita nel 1815 però dagli austriaci, che la inserirono nel Regno Lombardo-Veneto.
Con l'unità d'Italia, avvenuta nel 1859, avvenne un primo processo di industrializzazione, che esplose definitivamente nella seconda metà del XX secolo e permise un notevole miglioramento delle condizioni di vita degli abitanti.

### Simboli
Lo stemma comunale è stato concesso con regio decreto del 26 agosto 1926 e con Lettere Patenti del 19 dicembre dello stesso anno.
(R.D. del 26 agosto 1926)
Lo stemma riprende l'emblema nobiliare della famiglia da Bonate, presente nello Stemmario Camozzi del 1888, a cui furono aggiunte le lettere BO.NA.TE.SUP. per differenziarlo e legarlo all'identità del Comune. Lo scudo non è di foggia sannitica e il nastro annodato ai due rami di quercia e di alloro è rosso e bianco anziché tricolore come da normativa vigente perché la sua creazione è antecedente al R.D. del 1943.
Il gonfalone è stato concesso con D.P.R. del 16 marzo 1956 ed è costituito da un drappo partito di rosso e di bianco.

## Monumenti e luoghi d'interesse
Nel paese ricopre grande importanza la chiesa parrocchiale di Santa Maria Assunta, di cui si hanno notizie già nel IX secolo. Più volte soggetta a lavori di restauro e di ampliamento, è stata interessata da un recente rifacimento di notevole portata.
Significativa anche la Rocca Ottocentesca.
Da segnalare l'Oratorio della Madonna delle Ghiaie, costruito in seguito alle apparizioni mariane che avrebbe avuto la bambina Adelaide Roncalli nel 1944, e tuttora meta di pellegrinaggio e oggetto di devozione popolare. La chiesa parrocchiale delle Ghiaie di Bonate è la chiesa della Sacra Famiglia.

## Società

### Evoluzione demografica
Abitanti censiti

## Geografia antropica
L'unica frazione del comune di Bonate Sopra è Ghiaie.
Fa parte del comune anche la contrada Cabanetti.

## Amministrazione
| Periodo        | Periodo        | Primo cittadino      | Partito                      | Carica  | Note |
| -------------- | -------------- | -------------------- | ---------------------------- | ------- | ---- |
| 23 aprile 1995 | 13 giugno 1999 | Luciano Gelpi        | Partito Popolare Italiano    | Sindaco |      |
| 13 giugno 1999 | 14 giugno 2004 | Desilia Boccardo     | Lega Nord                    | Sindaco |      |
| 14 giugno 2004 | 7 giugno 2009  | Giancarlo Bonifaccio | lista civica "Bonate Aperta" | Sindaco |      |
| 8 giugno 2009  | 24 maggio 2014 | Michela Gelpi        | Lega Nord                    | Sindaco |      |
| 25 maggio 2014 | in carica      | Massimo Ferraris     | Lega Nord                    | Sindaco |      |